# Florence Gaub

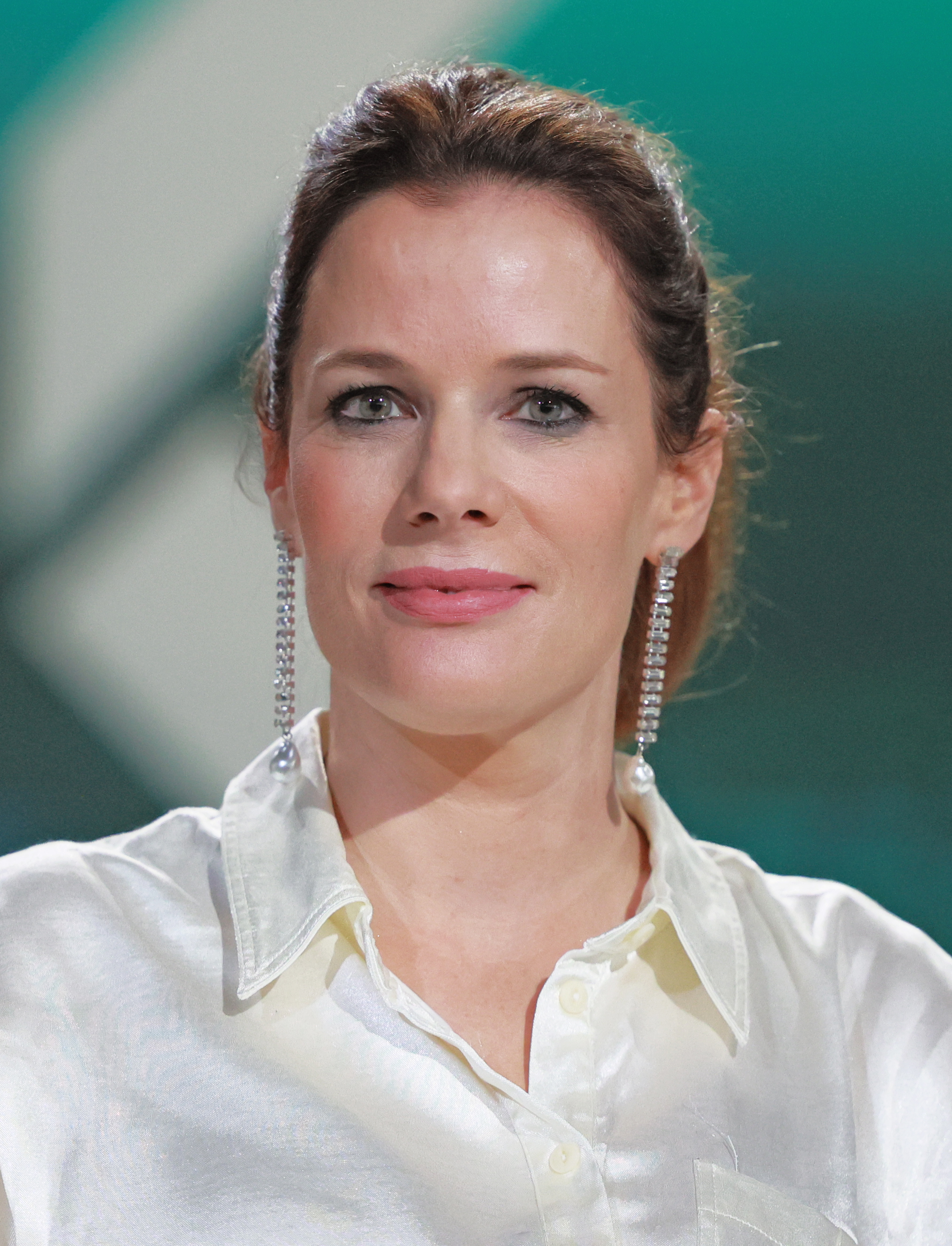
Florence Gaub (2023)

Florence Gaub (* September 1977 in München) ist eine deutsch-französische Politikwissenschaftlerin und Zukunftsforscherin. Sie ist Forschungsdirektorin der NATO-Militärakademie in Rom und Expertin auf dem Gebiet der Sicherheit und Konflikte im Nahen Osten und Nordafrika. Sie hat für die Europäische Union gearbeitet und eine Vielzahl von Publikationen veröffentlicht.

## Leben
Florence Gaub studierte Politologie, Französisch und Neuere Geschichte an der Ludwig-Maximilians-Universität München und schloss das Studium mit dem Magister ab. Es folgte ein Auslandssemester am Institut d’études politiques de Paris (Sciences Po Paris). Gaub promovierte 2011 an der Humboldt-Universität zu Berlin mit einer Dissertation über Military Integration after Civil Wars. Multiethnic Armies, Identity and Post-Conflict Reconstruction.
Florence Gaub spricht neben Deutsch und Französisch auch Englisch, Arabisch und Italienisch.
Gaub unterrichtete von 2007 bis 2009 am Historischen Institut der Universität Potsdam im Lehrgang Militärische Studien und am Institut d’études politiques in Paris.
Von 2009 bis 2013 war sie am NATO Defense College in Rom beschäftigt. 2023 kehrte sie als Direktorin der Forschungsabteilung (Research Division Director) dorthin zurück. Bis 2018 war sie Senior Analyst des Instituts der Europäischen Union für Sicherheitsstudien in Paris (EUISS). Von 2012 bis 2015 war sie zudem Reserveoffizierin der französischen Armee im Rang eines Majors. Von März 2018 bis Mai 2022 war Gaub stellvertretende Direktorin des EUISS. In dieser Funktion baute sie unter anderem dessen „Foresight“-Kapazitäten auf und gab Formate wie die What if..?-Serie der Chaillot-Papiere heraus.
Gaub war von 2020 bis 2022 Mitglied des Future Council on Frontier Risks des Weltwirtschaftsforums, seit 2023 ist sie Mitglied des Future Council on Complex Risks und Gastprofessorin am College of Europe. Sie ist ehrenamtliche Vizepräsidentin des Europäischen Forums Alpbach und verantwortete 2020–2021 den inhaltlichen Track Securing our Future.
Florence Gaub ist Expertin im Bereich der Sicherheitspolitik und leitet als Direktorin den Forschungsbereich am NATO Defense College in Rom. Ihre Arbeit konzentriert sich auf die Analyse von Zukunftsszenarien und Trendanalysen, wobei sie Regierungen und internationale Organisationen berät.

## Forschung und Arbeit
Florence Gaub publizierte zu Zukunftsthemen und ‑szenarien. So veröffentlichte sie 2019 den Global Trends to 2030 Bericht für das Foresight-Netzwerk der Europäischen Union. Global Trends to 2030 ist ein Beitrag zur Unterstützung von Politikern und Entscheidungsträgern zur Gestaltung der Welt im Jahr 2030. Die Zukunft Europas und Europas Rolle in der Welt wird anhand dieses Berichts in geopolitischen, geoökonomischen und geotechnologischen Ordnungen beschrieben. Gaub beschreibt darin unter anderem „Foresight“, also vorausschauendes Handeln, als ein Werkzeug der strategischen Zukunftsforschung, das die Politikgestaltung unterstützen könne. Im Außen- und sicherheitspolitischen Bereich könne das Vorhersehen eines möglichst wahrscheinlichen Lagebilds der Zukunft dienen. In ihrem Artikel Foresight: Eine Anleitung richtet sich Gaub an Entscheidungsträger und beschreibt Kriterien, welche Arten von Zukunft wahrscheinlich, möglich oder wünschenswert seien.
Neben der Beobachtung von Entwicklungen nach dem Irakkrieg, Libanonkrieg 2006 und dem Internationalen Militäreinsatz in Libyen 2011 untersuchte sie Konfliktstrukturen und die geopolitische Bedeutung der arabischen Region, zuletzt eine Vorausschau zu Afghanistan 2025. Ein weiterer Forschungsschwerpunkt sind die Auswirkungen des Klimawandels in der arabischen Welt: Ihre auf klimawissenschaftlichen Untersuchungen beruhende Studie Arab Climate Futures von 2021 zeigt, dass durch die Wasserknappheit der Klimawandel im Nahen Osten bereits gravierende Auswirkungen hat. Florence Gaub befasst sich insbesondere mit Maßnahmen, diese Trends zu verlangsamen oder zu verhindern. Ein Schwerpunkt dieser Arbeit besteht darin, die sozialen und politischen Auswirkungen von Wassermangel zu erforschen und in einen globalen Kontext zu setzen.

## Kontroverse
Im April 2022 wurde Gaub in der ZDF-Sendung Markus Lanz die Frage gestellt: „Wird die russische Bevölkerung sich nicht auflehnen gegen Putin, wenn immer mehr tote junge Soldaten aus der Ukraine zurückkommen?“ Gaub wies darauf hin, dass der Vietnamkrieg mehr als zehn Jahre gedauert habe, bis die amerikanische Bevölkerung angefangen habe, sich dagegen zu wehren. Noch weniger funktioniere es, wenn in einer Gesellschaft Gewalt eine gewisse Normalität habe. Sie sagte:
„Wir dürfen nicht vergessen – auch wenn Russen europäisch aussehen –, dass es keine Europäer sind, jetzt im kulturellen Sinne, [sie] einen anderen Bezug zu Gewalt [und] zum Tod haben. […] Das gibt da nicht diesen liberalen, postmodernen Zugang zum Leben […] Da geht man einfach anders damit um, dass da Menschen sterben.“
Dies wurde als „rassistisch“ beziehungsweise „rassistisches, antislawisches“ Klischee kritisiert, während ihr die Spiegel-Kolumnistin Juno Vai im Hinblick auf die Haltung der russischen Gesellschaft zur Gewalt recht gab.
Florence Gaub erläuterte ihre Aussagen gegenüber der Zeit und gab an, dabei die Meinung eines russischen Bekannten wiedergegeben zu haben.

## Publikationen (Auswahl)
Monografien
- Die Darstellung von Krieg im französischen Roman: von Waterloo bis zum 1. Weltkrieg. WiKu-Verlag für Wissenschaft und Kultur, Duisburg / Köln 2008, ISBN 978-3-86553-272-5.
- Military integration after civil wars. Multiethnic armies, identity and post-conflict reconstruction. Routledge, London 2010, ISBN 978-0-415-58094-6 (englisch).
- Guardians of the Arab State. When militaries intervene in politics, from Iraq to Mauritania. Oxford University Press, New York 2017, ISBN 978-0-19-069761-7 (englisch).[35]
- mit Rob Weighill: The Cauldron: NATO's Campaign in Libya. Hurst Publishers, London 2018, ISBN 978-1-84904-882-8 (englisch).
- Zukunft. Eine Bedienungsanleitung, dtv, München 2023, ISBN 978-3-423-28372-4.

Beiträge und Artikel
- The Libyan Armed Forces between Coup-Proofing and Repression. In: Journal of Strategic Studies 36 no. 2, 2013
- Saudi-Arabien und seine 40 Alliierten – Was die Islamische Allianz wirklich bedeutet. Bundesakademie für Sicherheitspolitik, Band 6, 2016
- Scheidung auf syrisch: Warum eine Aufteilung keine Lösung ist. Bundesakademie für Sicherheitspolitik 2016, Band 17
- Libyen: Warum die NATO nicht an allem Schuld ist. In: SIRIUS – Zeitschrift für Strategische Analysen, 2017
- Brot, Freiheit und Gerechtigkeit, Internationale Politik, 2018
- Are Middle Eastern Militaries Agents of Stability or Instability? in Seven Pillars: What Really causes Instability in the Middle East?, Michael Rubin & Brian Katulis (eds.), The AEI Press, Washington DC, December 2019, S. 83–103
- Der Nahe und Mittlere Osten und Nordafrika 2020 In Sicherheitspolitische Jahresvorschau 2020, Bundesministerium für Landesverteidigung, Vienna 2020
- Global Trends to 2030. EUISS, 2019
- What if.. there is another Arab Spring? In: What if..? Scanning the horizon: 12 scenarios for 2021. Chaillot Paper 150. EUISS, 2019
- What’s in A Name? Mena Flag Carriers as Instruments of Soft Power, In S. Colombo, E. Soler (Eds.), Infrastructures and Power in the Middle East and North Africa, Euromesco Joint Policy Study, No. 17, 2020
- L’anticipation, notamment celle du coronavirus, est une affaire de mentalité, Le Monde, 2020
- Why Does Foresight Matter in a Time of Crisis?, Institut Montaigne,  2020
- The EU in Action I: The Middle East and North Africa, Internationale Politik,  2021
- How to get better at making warnings, World Economic Forum, 2021
- Thinking MENA Futures: The Next Five Years and Beyond, Middle East Institute,  2021
- What if.. there is no Muslim Mass Migration to Europe? In: What if..not? The cost of assumption. Chaillot Paper 172. EUISS, 2022